# كورتيس بي. ريتشاردسون
كورتيس بي. ريتشاردسون (بالإنجليزية: Curtis B. Richardson)‏ هو سياسي أمريكي، ولد في 8 أكتوبر 1956. حزبياً، نشط في الحزب الديمقراطي. وقد انتخب عضو مجلس نواب فلوريدا.